# Athiri

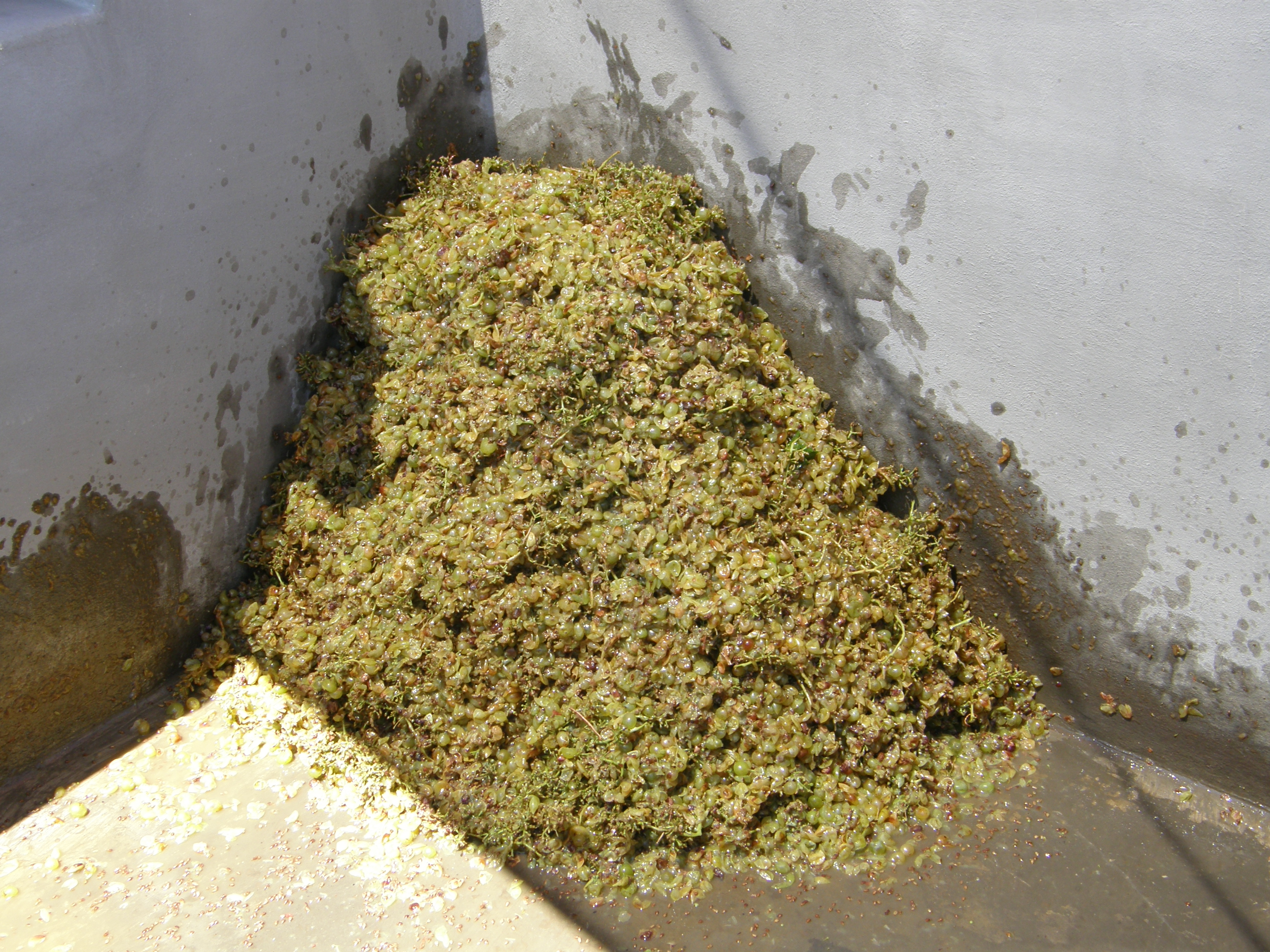
de Athiri wordt geperst in Thera

De Athiri is een oude witte Griekse druivensoort.

## Geschiedenis
Er is slechts weinig bekend over de herkomst van deze druif, maar algemeen wordt aangenomen dat de bakermat de Cycladen zijn, de eilanden-groep in het zuiden van Griekenland.

## Kenmerken
Sterke groeier, die dus teruggesnoeid dient te worden om kwaliteit te kunnen leveren. Past zich goed aan de omgeving aan, maar voelt zich het beste thuis op licht kalkrijke grond. De wijnen zijn fris en fruitig met een aroma van limoen en toch is de zuurgraad niet extreem hoog.

## Gebieden
Bijna 700 hectare zijn met deze variéteit beplant in Griekenland, voornamelijk in de zuidelijke eilanden Thera, Rhodos en Kreta.

## Synoniemen
- Asprathiri
- Asprathiro
- Athiri Lefko
- Athiri Leyko